# Syrianska Football Club
O Syrianska Football Club, ou simplesmente Syrianska FC, é um clube de futebol aramaico (siríaco) da Suécia, fundado em  1977. Sua sede fica localizada em Södertälje.

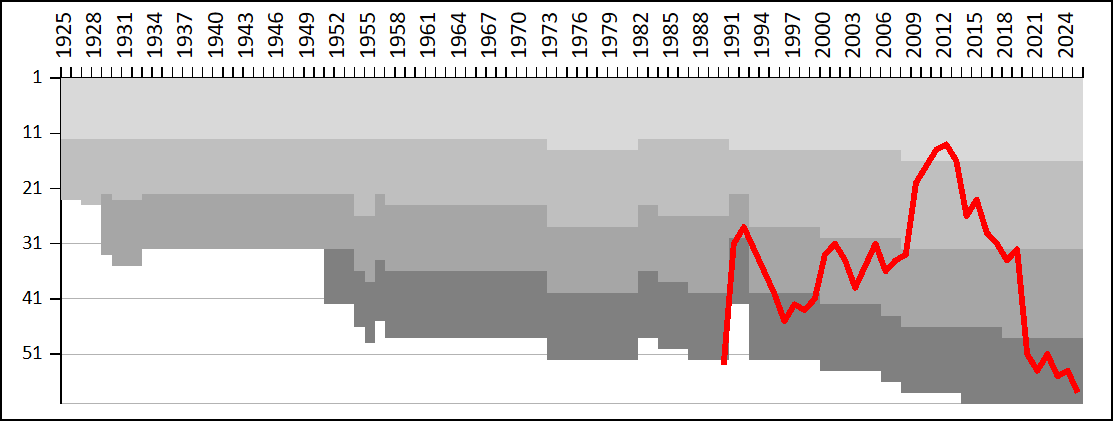
Gráfico mostrando o progresso do Syrianska FC através do sistema da liga sueca de futebol. Os tons de cinza representam as divisões da liga.

## História
A Federação Siríaca, com sede em Södertälje, fundou o Suryoyo Sportklubb em 1977. O clube conquistou uma vaga na Division 7 East. Seis anos depois, avançou da Division 7 para a Division 6. Em 1985, Suryoyo venceu a divisão e foi promovido à Division 5. Em 1986, o clube mudou seu nome para Syrianska SK. Dois anos depois, o Syrianska FC venceu a Division 5 e avançou para a Division 4 (onde jogou até 1990, quando subiu para a Division 3).
O Syrianska venceu a liga como estreante e avançou para a Division 2 (a terceira divisão do futebol sueco na época) em 1993. Em 1995, o Syrianska FC foi rebaixado para a Division 3 pela primeira vez na história do clube. No ano seguinte, seu conselho estabeleceu a meta de "Divisão 1 em 2001". Em 1999, Syrianska foi novamente promovido à Division 2. Em 2000, Syrianska terminou em terceiro lugar após uma forte temporada como estreante e começou a investir em atividades juvenis. No ano seguinte, eles venceram a Division 2 com 53 pontos e 65 gols. O Syrianska atingiu o objetivo de vencer a série, mas não avançou para o Superettan após a qualificação contra o Åtvidabergs FF. A série foi disputada em duas partidas, a partida em casa diante de uma multidão de 6.435.
Em 2003, Syrianska estabeleceu uma nova meta de chegar ao Superettan em 2006. No ano seguinte, Syrianska estava no meio da tabela na Division 1 e novamente perdeu a promoção em uma qualificação do Superettan. O Syrianska perdeu em casa contra o Qviding FIF por 2-0 e venceu a partida fora de casa por 2–1. Em 2006, com Özcan Melkemichel como treinador, o clube teve o seu melhor início de temporada e o novo estádio em Södertälje tornou-se a sua casa. Após uma temporada de 2007 repleta de lesões, o Syrianska derrotou o Assyriska por 2 a 1 em um derby para 7.146 torcedores. Na segunda partida, Syrianska derrotou novamente o Assyriska por 1–0 com um gol de Robert Massi na frente de 6.313 espectadores. O clube teria vencido a divisão, mas uma dedução de pontos os descarrilou para a quarta colocação.
Antes do início da temporada em 2008, o Syrianska jogou em casa no Svenska Cupen contra o Hammarby IF (clube da liga Allsvenskan) em jogo transmitido pela TV4. O Hammarby ganhava por 4 a 0 no intervalo, quando o Syrianska voltou. Gols de pênalti de Rabi Elias, dois gols de Mattias Metes e um remate de Semir Metes empataram o placar em 4–4. Hammarby acabou marcando dois gols rápidos para vencer por 6–4.
O Syrianska garantiu a vitória no campeonato faltando duas rodadas para o fim e terminou com 59 pontos. Em 2009, eles jogaram sua primeira temporada no Superettan (a segunda maior divisão da Suécia). O clube terminou na quarta colocação, um ponto atrás do terceiro colocado. O Syrianska venceu a liga Superettan em 2010, com a TV4 transmitindo nove de suas partidas. Eles terminaram a temporada com 56 pontos e 46 gols. Peter Ijeh liderou o time marcando com 17 gols e, pela primeira vez na história do clube, o Syrianska foi promovido ao Allsvenskan.
Em 2012, Syrianska disputou sua segunda temporada na Allsvenskan, terminando na 13ª colocação com 34 pontos e 35 gols. Eles permaneceram em Allsvenskan na temporada seguinte, quando terminaram em último e foram rebaixados para o Superettan. Em 2014 o clube terminou na décima colocação com 10 vitórias, 4 empates e 11 derrotas, garantindo a permanência no Superettan. Em 2015, Syrianska terminou a temporada do Superettan na sétima colocação com 43 pontos. No ano seguinte, eles terminaram em 13º lugar e sobreviveram a um playoff de rebaixamento pela quarta temporada consecutiva no Superettan. Em 2017, no entanto, Syrianska terminou em décimo quinto (penúltimo) e foi rebaixado para a Division 1.
Em 2019, Syrianska terminou em último lugar no Superettan e foi rebaixado para a Division 1. No entanto, em 28 de fevereiro de 2020, o SvFF anunciou que Syrianska seria rebaixado para outra divisão, para a Division 2. A razão para isso foi que o clube não havia fez os pagamentos corretos do empregador.

## Cores e escudo
O emblema do clube foi criado quando mudou seu nome para Syrianska FC. A tocha alada e as cores são retiradas da bandeira arameu-síria, que representa o povo arameu-sírio. A inscrição em aramaico diz: ܚܘܕܪܐ ܣܘܪܝܝܐ ܒܣܘܕܪܬܠܝܐ (Hudro Suryoyo b-Södertälje; Clube Esportivo Siríaco em Södertälje).

Bandeira dos Arameus onde as cores do clube foram inspiradas

## Estádio
A casa atual do Syrianska FC é o Södertälje Fotbollsarena em Södertälje, que também é a casa do rival local Assyriska Föreningen. O estádio tem capacidade para 6.700 pessoas e é expansível para jogos maiores. Em 2009, o Syrianska FC disputou um derby contra o Assyriska; Com a expectativa de grande público, o estádio aumentou sua capacidade para 9.500 pessoas e 8.453 pessoas assistiram à partida. O estádio foi construído em 2005 por € 12 milhões e foi financiado pelo município de Södertälje. O campo mede 105 x 68 metros, com uma superfície de relva artificial.

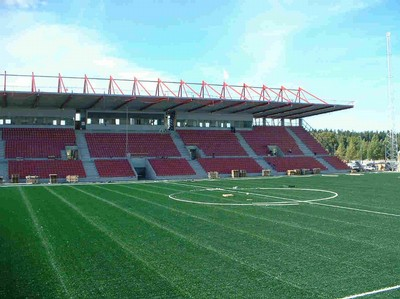
Södertälje Fotbollsarena

O estádio também é conhecido como Jallavallen, da palavra siríaca jalla ("pressa"). Cunhado localmente por Telgerevyn, mais tarde tornou-se generalizado.

## Torcida

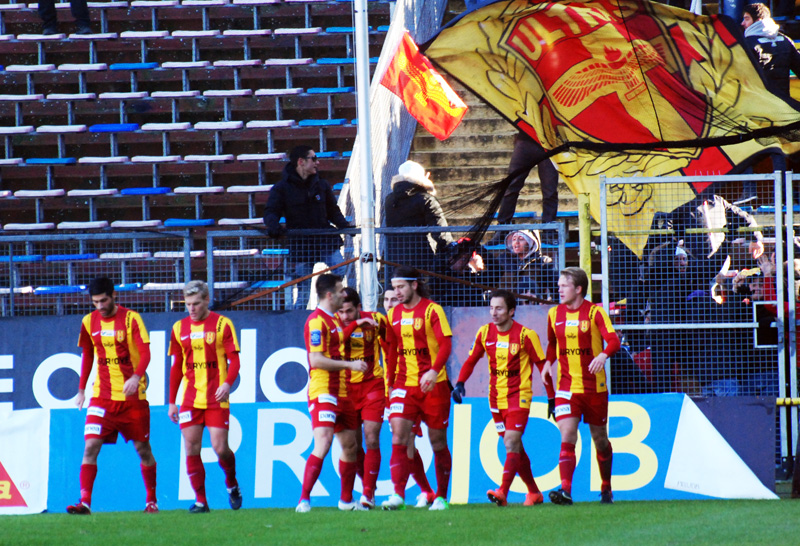
O time do Syrianska com os torcedores balançando uma bandeira atrás do time

Gefe Fans, o fã-clube do Syrianska FC, foi fundado em 2002 por um grupo de torcedores em Södertälje. Gefe significa "asas" e refere-se às asas na bandeira do povo siríaco-arameu. O clube tem torcedores em todo o mundo, já que é considerado a seleção nacional do povo siríaco-arameu. O fã-clube, conhecido por seus tifos, assume a responsabilidade pelos torcedores ao redor da arena e pelos esforços da comunidade. Ultras 77 é um grupo de cerca de 30 torcedores que trabalham com todos os eventos tifo durante os jogos do Syrianska FC. Durante os primeiros anos do Gefe Fans, foi responsável por eventos tifo, mas o Ultras 77 foi criado quando o clube de torcedores se fundiu com o clube de futebol.

## Títulos
- Superettan: 2010
- Division 1 Norra : 2008